# Alaveteli
Alaveteli es un software libre y de código abierto de mySociety para ayudar a la ciudadanía a redactar solicitudes de Libertad de Información y publicar automáticamente cualquier respuesta.

## Características
Alaveteli se describe como "un proyecto para crear una plataforma libre, estándar e internacionalizada para realizar solicitudes de Libertad de Información". Alaveteli está financiado por el Open Society Foundations y la Fundación Hivos.
Comenzó como el software que ejecutaba WhatDoTheyKnow, un sitio del Reino Unido que publica respuestas a solicitudes sobre libertad de información. El código original de WhatDoTheyKnow fue escrito principalmente por Francis Irving mientras trabajaba para mySociety. Alaveteli debe su nombre a la localidad de Alaveteli en Finlandia, donde Anders Chydenius, uno de los primeros defensores de la libertad de información, trabajó como vicario. Alaveteli es el nombre del software en lugar de un sitio web o una marca pública.
Las personas que administran sitios en la plataforma Alaveteli también están invitadas a formar parte de una comunidad, con apoyo y consejos compartidos a través de un tablero de mensajes, y conferencias regulares.
El software alternativo libre y de código abierto que se utiliza para operar portales de solicitud de libertad de información incluye Froide, en el que FragDenStaat.de en Alemania y FragDenStaat.at en Austria se basan, y MuckRock, que se utiliza para MuckRock y FOIA Máquina en Estados Unidos.